# Podnoszenie ciężarów na Letnich Igrzyskach Olimpijskich Młodzieży 2010 – kategoria poniżej 77 kilogramów chłopców
Zawody chłopców w kategorii poniżej 77 kilogramów w podnoszeniu ciężarów na Letnich Igrzyskach Olimpijskich Młodzieży 2010 odbyły się 16 sierpnia w Toa Payoh Sports Hall w Singapurze.

## Lista startowa
| # | Zawodnik             | Kraj              | Data urodzenia       | Rekord w dwuboju |
| - | -------------------- | ----------------- | -------------------- | ---------------- |
| 1 | Chatuphum Chinnawong | Tajlandia         | 19 lipca 1993        | 305 kg           |
| 2 | Luca Parla           | Włochy            | 16 sierpnia 1993     | 230 kg           |
| 3 | Artiom Okułow        | Rosja             | 5 maja 1994          | 320 kg           |
| 4 | Huang Yi-yuan        | Chińskie Tajpej   | 25 sierpnia 1993     | 265 kg           |
| 5 | Liam Larkins         | Australia         | 12 września 1993     | 280 kg           |
| 6 | Steven Kari          | Papua-Nowa Gwinea | 13 maja 1993         | 280 kg           |
| 7 | Ossama Khattab       | Egipt             | 14 maja 1993         | 310 kg           |
| 8 | Rustem Sibaj         | Kazachstan        | 25 czerwca 1993      | 300 kg           |
| 9 | Kabuati Silas Bob    | Kiribati          | 19 października 1994 | 210 kg           |

## Wyniki
| LP | Zawodnik             | Grupa | Waga  | Rwanie (kg) | Rwanie (kg) | Rwanie (kg) | Rwanie (kg) | Podrzut (kg) | Podrzut (kg) | Podrzut (kg) | Podrzut (kg) | Suma (kg) |
| LP | Zawodnik             | Grupa | Waga  | 1           | 2           | 3           | Wynik       | 1            | 2            | 3            | Wynik        | Suma (kg) |
| -- | -------------------- | ----- | ----- | ----------- | ----------- | ----------- | ----------- | ------------ | ------------ | ------------ | ------------ | --------- |
|    | Artiom Okułow        | A     | 76,59 | 140         | 142         | 145         | 145         | 170          | 177          | 182          | 182          | 327       |
|    | Chatuphum Chinnawong | A     | 76,69 | 133         | 138         | 141         | 141         | 160          | 170          | 183          | 170          | 311       |
|    | Rustem Sibaj         | A     | 76,78 | 125         | 125         | 130         | 130         | 155          | 162          | 162          | 155          | 285       |
| 4  | Steven Kari          | A     | 75,20 | 115         | 120         | 120         | 115         | 145          | 150          | 155          | 155          | 270       |
| 5  | Huang Yi-yuan        | A     | 75,87 | 105         | 110         | 112         | 112         | 145          | 149          | 154          | 149          | 261       |
| 6  | Luca Parla           | A     | 72,76 | 100         | 108         | 111         | 111         | 130          | 137          | 141          | 137          | 248       |
| 7  | Kabuati Silas Bob    | A     | 75,35 | 90          | 95          | 100         | 100         | 120          | 125          | 130          | 130          | 230       |
| 8  | Liam Larkins         | A     | 76,02 | 85          | 85          | 92          | 92          | 110          | 110          | 120          | 120          | 212       |
|    | Ossama Khattab       | A     | 76,65 | 132         | 132         | 132         |             | –            | –            | –            | –            | –         |